# Una investigación
Una investigación, también denominado El Dr. Simarro en el laboratorio, es un cuadro del pintor español Joaquín Sorolla realizado en óleo sobre lienzo en 1897. Sus dimensiones son de 122 × 151 cm.

## Descripción
La pintura muestra el interior del laboratorio del neurólogo Luis Simarro, amigo y médico de la familia de Sorolla, en el momento en que discípulos y camaradas observan al doctor. La forma de abordar el tema recuerda la pintura de Rembrandt, especialmente en la manera de iluminar la escena a través de un solo foco de luz, lo que genera un ambiente de contraluces y penumbras. La obra fue presentada en la Exposición Nacional de Bellas Artes de 1897 y forma parte del legado fundacional del Museo Sorolla, Madrid.